# Epilohmannia pallida
Epilohmannia pallida är en kvalsterart som beskrevs av Wallwork 1962. Epilohmannia pallida ingår i släktet Epilohmannia och familjen Epilohmanniidae.

## Underarter
Arten delas in i följande underarter:
- E. p. pallida
- E. p. aegyptica
- E. p. americana
- E. p. areolata
- E. p. australica
- E. p. indica
- E. p. pacifica
- E. p. rugosa